# Słoneczny Potok
Słoneczny Potok – strumień w północno-zachodniej Polsce, prawy dopływ Krzekny. Płynie przez południową część Puszczy Bukowej w województwie zachodniopomorskim. 
Strumień bierze początek z czterech źródeł na południowym stoku głównego pasma Wzgórz Bukowych. Przyjmuje ciek z Nowego Stawu, skręca ku południowy wschód, przepływa przez ogród dendrologiczny w Glinnej, na południe od niego przyjmuje z lewego brzegu strumień Gliniec, mija wieś Glinna od zachodu i jako jeden z licznych kanałów odwadniających uchodzi do Krzekny.